# Celia Cruz
Úrsula Hilaria Celia de la Caridad Cruz Alfonso de la Santísima Trinidad, känd som Celia Cruz, född 21 oktober 1925 i Havanna, Kuba, död 16 juli 2003 i Fort Lee, New Jersey, USA, var en kubansk-amerikansk sångare och skådespelare. Hon betraktas som salsans drottning.
Hon var gift med musikern Pedro Knight från 14 juli 1962 till sin död 2003.

## Filmografi
- Salón México (Mexico, 1950)
- Una gallega en La Habana (Mexico, 1952)
- ¡Olé... Cuba! (Mexico/Cuba, 1957)
- Affair in Havana (USA/Cuba, 1957)
- Amorcito Corazon (Mexico, 1960)
- Salsa (Dokumentär, 1976)
- Salsa (USA, 1988)
- Fires Within (USA, 1991)
- The Mambo Kings (USA, 1992)
- Valentina (TV) (Mexico, 1993)
- The Perez Family (USA, 1995)
- El alma no tiene color (TV) (Mexico, 1997)
- ¡Celia Cruz: Azúcar! (TV) (USA, 2003)
- Soul Power (Dokumentär, Zaire Music Festival 1974) (USA, 2008)
- CELIA (Celia Cruz Bio-Drama) (2015)

## Utmärkelser
Asteroiden 5212 Celiacruz är uppkallad efter henne.